# Київська міська лікарня ветеринарної медицини
Київська міська лікарня ветеринарної медицини — комунальне підприємство створене з метою досягнення найкращих результатів у наданні ветеринарних послуг власникам тварин — мешканцям міста Києва.
Головним завданням комунального підприємства є забезпечення населення ветеринарними послугами, кваліфікованою та спеціалізованою ветеринарною допомогою.

## Історія
Створене розпорядженням від 12 жовтня 2010 року № 839 «Про деякі питання діяльності підприємств, установ та організацій, що належать до комунальної власності територіальної громади м. Києва» КП «Київська міська лікарня ветеринарної медицини» підпорядковане Головному управлінню екології та охорони природних ресурсів Київської міської державної адміністрації.

## Керівництво
Директор — Макаріна Інна Миколаївна (з 20 травня 2011 року — згідно з розпорядженням Київського міського голови № 84 від 21.04.2011).

## Основні напрямки діяльності
- КП «Київська міська лікарня ветеринарної медицини» є одним із виконавців Київської міської програми регулювання чисельності безпритульних тварин гуманними методами, затвердженої рішенням Київської міської ради від 25.10.2007 № 1080/3913 (проведення стерилізації та післяопераційного утримання безпритульних тварин);
- здійснення ветеринарної практики;
- забезпечення населення — власників тварин висококваліфікованою, спеціалізованою ветеринарною допомогою, надання різноманітних послуг підприємствам, установам, організаціям і приватним особам;
- здійснення організаційно-методичної та координація діяльності структурних підрозділів, забезпечення контролю якості ветеринарної допомоги;
- надання діагностичної допомоги на дому та в стаціонарі;
- надання невідкладної ветеринарної допомоги хворим тваринам при гострих та раптових захворюваннях, травмах, отруєннях та інших нещасних випадках;
- лікування хворих тварин, включаючи комплекс заходів по консервативному і оперативному лікуванню.
- відновлення репродуктивного здоров'я тварин;
- закупівля, збереження лікарських форм; транспортування та реалізація лікарських засобів, кормів та кормових товарів.

## Структурні підрозділи
- Лікарня ветеринарної медицини в Деснянському районі — вул. Електротехнічна, 5-А
- Лікарня ветеринарної медицини в Подільському районі — вул. Ярославська, 13-А
- Лікарня ветеринарної медицини в Дарницькому районі — вул. Вірменська, 29